# Marko Marić (Fußballspieler, 1996)
Marko Marić (* 3. Januar 1996 in Wien, Österreich) ist ein kroatischer Fußballtorwart.

## Karriere

### Verein
Marić begann seine Karriere beim Post SV Wien. 2004 kam er in die Jugend des SK Rapid Wien. Bei den Rapidlern durchlief er diverse Jugendabteilungen und auch die Akademie. Nachdem er im September 2011 erstmals im Kader der Zweitmannschaft gestanden war, debütierte er im Mai 2012 in der Regionalliga, als er am 26. Spieltag der Saison 2011/12 gegen die SV Mattersburg II in der Startelf stand.
Im März 2013 stand Marić schließlich erstmals im Profikader der Rapidler. Sein Debüt in der Bundesliga gab er im Mai 2014 am 36. Spieltag der Saison 2013/14 gegen die SV Ried.
Zur Saison 2015/16 wechselte Marić nach Deutschland zur TSG 1899 Hoffenheim, wurde jedoch direkt nach Polen an Lechia Gdańsk weiterverliehen. Nach jener Saison kehrte er zu Hoffenheim zurück.
Im Januar 2017 wurde er bis zum Saisonende an den Zweitligisten Hannover 96 verliehen. Bei Hannover kam er jedoch nur für die Regionalligamannschaft zum Einsatz.
Im August 2017 wurde er nach Norwegen an den Lillestrøm SK weiterverliehen. Hier absolvierte er in zweieinhalb Jahren 59 Meisterschafts- und sieben Pokalspiele. Außerdem wurde er am 26. Juli 2018 in der Europa-League-Qualifikation im Auswärtsspiel beim LASK (0:4) eingesetzt. Nach der Saison 2019 kehrte er zunächst nach Hoffenheim zurück, ehe er im Jänner 2020 in die USA zu Houston Dynamo wechselte. Dort verblieb er zwei Jahre, bevor er Anfang 2022 nach Europa zurückkehrte und sich Atromitos Athen anschloss. Nach einem Jahr in Griechenland schloss er sich dem bosnisch-herzegowinischen Verein HŠK Zrinjski Mostar an.

### Nationalmannschaft
Marić absolvierte zunächst 2011 ein Spiel für die österreichische U-16-Auswahl. Ab 2012 spielte er dann schließlich für Kroatien. Mit der kroatischen U-17-Mannschaft nahm er 2013 an der EM teil.